# 魯敏宇
魯敏宇（韓語：노민우，1986年5月29日—），日本藝名MINUE，韓國男歌手、演員。
於1997年飾演電視劇《求婚》男主角兒時亮相。2004年7月17日以SM娛樂旗下視覺系搖滾樂團TRAX正式出道，團中擔任鼓手&吉他手，2005年退出組合。2006年10月27日以視覺系地下樂團－The Romantist吉他手身分在韓國live house Rolling Hall舉行演出。
2007年與SM娛樂重簽演員經紀約，正式朝演員之路邁進。2009年2月25日以組合－24/7（24 hours a day，7 days a week）在歌謠界重新出發。2010年年初與其結束合約。
2010年7月加入Core Contents Media持續在韓國演藝界耕耘。2012年年底與其結束合約，並在同年年底12月12日跟家人開辦其家族企業公司MJ Dreamsys Company。2013年7月1日將以魯敏宇為主唱，和鼓手Monster，DJ Disco一起組成樂團，以ICON為名發行首張單曲專輯。
2018年7月退伍。
2020年7月以自己為隊長和主唱與 정원영(BASS)，박지환(GUITAR)，양혜승(DRUMS) 組成樂隊THE MIDNIGHT ROMANCE，發行首張單曲專輯 The Midnight Romance。

## 影視作品

### 電視劇
- 1997年 KBS《背後的男人》飾演 男主角兒時
- 2001年 SBS《美麗的日子》飾演 崔智友的學生
- 2008年 IPTV《神秘刑警》飾演 模特兒
- 2009年 MBC《泰熙慧喬智賢》飾演 魯敏宇
- 2009年 OCN《丁若鏞》飾演 小丑
- 2009年 tvN《丈夫死了》飾演 鄭小姐的愛人
- 2010年 MBC《Pasta》飾演 Philip
- 2010年 SBS《我的女友是九尾狐》飾演 朴東周
- 2010年 KBS《ROCK ROCK ROCK》飾演 金泰源
- 2011年 SBS《Midas》飾演 劉明俊
- 2012年 TBS/SBS Plus《浪漫滿屋 TAKE2》飾演 李泰益
- 2013年 Mnet《Monstar》飾演 朴丹尼爾（客串第十二集）
- 2013年 KBS《劍與花》飾演 淵南生
- 2014年 中國《有效期限愛上你》飾演 黎易天
- 2014年 SBS《神的禮物－14天》飾演 Teo/尹在民
- 2014年 TV朝鮮《最佳婚姻》飾演 朴泰然
- 2015年 MBC Drama《我的遺憾男友》飾演 尹泰雲
- 2015年 MBC《吃的存在》
- 2019年 MBC《檢法男女2》飾演 張哲
- 2019年 日本homedrama卫星剧场《那男人的抒情歌》飾演 魯敏宇
- 2022年 tvN《明星經紀人生存記》飾演 魯敏宇
- 2022年 MBC《禁婚令，朝鮮婚姻禁止令》飾演 潘蘭彈（特別出演）
- 2025年 KBS2《惡人之國》飾演 車彬

### 電影
- 2008年《霜花店》飾演 三十六建龍衛之一
- 2008年《Story of Wine》飾演 酒保/擇真
- 2011年《寄生靈》飾演 刑警/哲雄
- 2014年《鸣梁海战》飾演 日狙擊手/Haru
- 2014年《某一天初戀闖進來了》

## 音樂

### The Trax
| 日期           | 名稱                          | 曲目 |
| 2004年7月20日  | 《Paradox》（韓語）           | 1. Paradox 2. On The Road 3. Are You Ready（作曲作詞：魯敏宇） |
| 2004年12月15日 | 《Scorpio》（韓語）           | 1. Scorpio 2. Tears（TRAX Version） 3. Beat Traitor 4. Knife 5. Over the Rainbow（Piano Version）（作曲作詞鋼琴演奏：魯敏宇） 6. Over the Rainbow（Rock Version）（作曲作詞：魯敏宇） |
| 2004年12月15日 | 《Scorpio（日本版）》（日語） | 1. Scorpio 2. Tears（TRAX Version） 3. Beat Traitor 4. Knife |
| 2005年4月20日  | 《Rhapsody》（日語）          | 1. Rhapsody 2. Vampire（作曲作詞：魯敏宇） |
| 2005年9月14日  | 《Blaze Away》（日語）        | 1. Blaze Away 2. End Of The World （作曲作詞：魯敏宇） 3. It's a MONSTER（作曲：魯敏宇）                                                                                              |

### 24/7
| 日期         | 名稱             | 曲目                                                                                    |
| 2009年3月2日 | 《那傢伙的女人》 | 1. 那傢伙的女人 2. 那傢伙的女人（Rock Ver.） 3. 那傢伙的女人（Electronic Ballade Ver.） |

### 個人
| 日期           | 名稱                         | 曲目 |
| 2009年3月19日  | 《Story of Wine》OST         | （擔任音樂總監:作詞作曲演奏演唱） 1. 白樺樹자작나무（Love Is You）（Intro） 2. 此時此刻이제서야（演唱：少女時代Sunny） 3. First Snow 4. Nobody 5. My Perfect Romance 6. Peace Of Melody 7. 告白고백 |
| 2010年9月2日   | 《我的女友是九尾狐》OST      | 1. 7.圈套덫 |
| 2011年4月14日  | 《Midas》OST                 | 1. 悲傷的愛情슬픈사랑 （作詞：魯敏宇） 2. 可以愛你嗎사랑해도 되나요 （作曲作詞：魯敏宇 鋼琴吉他演奏：魯敏宇）                                                                                       |
| 2012年12月12日 | 《浪漫滿屋 TAKE2 》OST       | 1. Touch – Take One [魯敏宇 & 朴基雄] 2. Sad Touch – 魯敏宇 3. Baby Why – 朴基雄 [탤런트] 4. Hello Hello – Take Two [魯敏宇 & 이승효]                                                               |
| 2016年11月16日 | 《GRAVITY》（MINUE名義發行） | 1. GRAVITY 2. WE ROCK 3. Believe |
| 2018年5月29日  | 《JUPITER》（MINUE名義發行） | 1. Intro/Motion Stop 2. Jupiter 3. Trust Me |
| 2019年         | 《檢法男女2》OST             | 1. Dr.K 2. Poison (由I’ll （页面存档备份，存于）演唱，魯敏宇作曲作詞) |

### ICON
1. Come on
2. Roller Skate
3. Shining love(feat Snowman)
4. I love you
5. Before you go
6. One minute one second

| 日期          | 名稱           | 曲目 |
| 2013年7月1日  | 《ROCK STAR》  | 1. ROCK STAR 2. ALIVE 3. BABY 4. HELLO (Single Ver.)                                                                                   |
| 2014年3月24日 | 《SNAKE EYES》 | 1. Snake Eyes 2. 비화 - 칼과꽃 Sad Flower 3. 운명 La Fatalite' 4. Snake Eyes (Instrumental) 5. 비화 - 칼과꽃 Sad Flower (Instrumental) |
| 2014年4月1日  | 《HEAVEN》     | 1. Heaven (Orchestra Version) 2. Heaven 안녕 3. Heaven (Instrumental) 4. Love Letter 소중한 당신에게 (大切なあなたへ)                  |

### THE MIDNIGHT ROMANCE
| 日期          | 名稱                     | 曲目                                                     |
| 2020年7月17日 | 《The Midnight Romance》 | 1. Dream Baby Dream 2. Midnight Romance 3. 해줄래 (IMYT) |

## MV
- 2004年~2005年作為The Trax 樂隊鼓手演出《Paradox》《Scorpio》《Rhapsody》《Over the Rainbow》
- 24/7〈那傢伙的女人〉 （页面存档备份，存于）
- 魯敏宇〈可以愛你嗎〉 （页面存档备份，存于）
- T-ARA〈yayaya〉 （页面存档备份，存于）
- ICON〈ROCK STAR〉 （页面存档备份，存于）
- ICON〈10月〉 （页面存档备份，存于）
- ICON〈Shining Love〉(Feat. Snow Man) （页面存档备份，存于）
- ICON〈GRAVITY〉 （页面存档备份，存于）
- ICON〈GRAVITY〉(Guitar ver.) （页面存档备份，存于）

## 綜藝節目
| 日期                                       | 電視台     | 節目名稱                 | 備註                       |
| 2010年1月16日                              | MBC        | 《美味TV》               |                            |
| 2010年1月19日                              | MBCevery1  | 《bling bling》          |                            |
| 2010年3月27日                              | KBS        | 《明星金鐘》             |                            |
| 2010年4月10日                              | MBC        | 《向日葵》               |                            |
| 2010年4月10日                              | MBC        | 《改變世界的問答》       |                            |
| 2010年8月3日                               | SBS        | 《強心臟》               | 我的女友是九尾狐特輯上集   |
| 2010年8月10日                              | SBS        | 《強心臟》               | 我的女友是九尾狐特輯下集   |
| 2010年11月4日 2010年11月11日 2010年12月2日 | MBC        | 《女演員的管家》         |                            |
| 2011年4月12日                              | SBS        | 《Good Morning》         | Midas (電視劇)特輯         |
| 2011年4月21日                              | SBS        | 《深夜的TV演藝》         | Midas (電視劇)特輯         |
| 2011年7月3日                               | Arirang TV | 《Kitchen Road》         |                            |
| 2013年1月22日                              | 台灣 MTV   | 《日韓音樂瘋》           |                            |
| 2013年1月25日                              | 台灣 MTV   | 《日韓音樂瘋》           |                            |
| 2013年2月18日                              | MBC        | 《Talk Club的演員們》    |                            |
| 2013年2月21日                              | Arirang TV | 《Showbiz Korea》        |                            |
| 2013年9月6日                               | KBS        | 《A song for you》       |                            |
| 2013年9月27日                              | KBS        | 《A song for you》       |                            |
| 2013年11月28日                             | 台灣 MTV   | 《我愛偶像》             |                            |
| 2014年1月29日                              | MBC        | 《黃金漁場 Radio Star》  |                            |
| 2014年6月26日                              | Mnet       | 《音談悖說》             |                            |
| 2014年9月23日                              | SBS        | 《Magic Eye》            |                            |
| 2014年11月8日                              | KBS World  | 《收視率帝王 2》         |                            |
| 2015年3月2日                               | JTBC       | 《我們家》               |                            |
| 2015年4月1日                               | MBC        | 《Show Champion》        | MBC Music 頻道成立紀念特輯 |
| 2015年4月7日                               | MBCevery1  | 《聊結婚的男人》         |                            |
| 2015年7月31日                              | CHANNEL A  | 《老婆生氣了》           | 第四集                     |
| 2015年8月4日                               |            | 《動物治愈營地》         |                            |
| 2015年8月14日                              | CHANNEL A  | 《老婆生氣了》           | 第六集                     |
| 2015年8月21日                              | CHANNEL A  | 《老婆生氣了》           | 第七集                     |
| 2015年8月28日                              | CHANNEL A  | 《老婆生氣了》           | 第八集                     |
| 2015年9月4日                               | CHANNEL A  | 《老婆生氣了》           | 第九集                     |
| 2015年9月11日                              | CHANNEL A  | 《老婆生氣了》           | 第十集                     |
| 2015年10月23日                             | MBC        | 《改變世界的Quiz》       |                            |
| 2015年12月5日                              | KBS2       | 《不朽的名曲2》          | 粉絲見面會特輯             |
| 2016年2月26日                              | KBS W      | 《Super Design Market》  |                            |
| 2016年6月3日                               | MBN        | 《我愛你》               | 第五集                     |
| 2016年6月9日                               | MBN        | 《我愛你》               | 第六集                     |
| 2016年9月15日                              | MBC        | 《讓我心動的留言》       |                            |
| 2019年6月23日                              | MBC        | 《神秘音樂秀：蒙面歌王》 | 第209集                    |

## 得獎經歷
- 2010年 SBS演技大賞「New Star獎」—《我的女友是九尾狐—朴東周》
- 2010年 KBS演技大賞「獨幕劇特別獎」提名 —《ROCK ROCK ROCK（朝鲜语：락 락 락）—金泰源》
- 2019年 MBC演技大賞「Scene Stealer獎」—《檢法男女2—張哲、K醫生》

## 外部連結
- 魯敏宇日本官方網站 （页面存档备份，存于）
- MJ DREAMSYS （页面存档备份，存于）
- 魯敏宇Twitter （页面存档备份，存于）
- 魯敏宇微博 （页面存档备份，存于）
- 魯敏宇Instagram （页面存档备份，存于）
- 魯敏宇YouTube （页面存档备份，存于）